# Řád za občanské zásluhy (Čad)
Řád za občanské zásluhy (francouzsky: Ordre du Mérite civique) je druhé nejvyšší státní vyznamenání Čadské republiky.

## Historie a pravidla udílení
Řád byl založen dekretem č. 147/PR ze dne 14. srpna 1963 a udílen je státním úředníkům a administrativním pracovníkům za významné služby státu. Později byl upraven dekretem č. 347/PR-CM-69 ze dne 22. prosince 1969.
Nová jmenování do řádu či povýšení stávajících členů se konají každoročně 28. listopadu, v den výročí vyhlášení republiky. Oceněné osoby musí být starší 30 let a musí mít odslouženo minimálně 10 let. Povýšení je možné nejdříve po pěti letech od předchozího udělení řádu.

## Insignie
Řádový odznak má tvar modře smaltované šesticípé hvězdy. Uprostřed je zlatý kulatý medailon s vyobrazení slona zepředu. Medailon je olemován červeně smaltovaným kruhem se zlatým nápisem REPUBLIQUE DU TCHAD • MÉRITE CIVIQUE. Hvězda je položena na věnec. Zadní strana je hladká, bez smaltu. 
Stuha je tvořena třemi stejně širokými pruhy v barvách modré, žluté a červené. Barevným provedením tak odpovídá barvám státní vlajky.

## Třídy
Řád je udílen ve třech řádných třídách:

komtur
důstojník
rytíř

- komtur
- důstojník
- rytíř